# 28950 Ailisdooner
28950 Ailisdooner è un asteroide della fascia principale. Scoperto nel 2000, presenta un'orbita caratterizzata da un semiasse maggiore pari a 3,0132856 UA e da un'eccentricità di 0,0538629, inclinata di 8,87696° rispetto all'eclittica.